# 弗洛雷斯 (托諾西區)
弗洛雷斯（西班牙語：Flores），是巴拿馬的城鎮，位於該國中南部，由洛斯桑托斯省的托諾西區負責管轄，面積105平方公里，2010年人口664，人口密度每平方公里6.3人。